# Ґнати-Весняни
Ґнати-Весняни (пол. Gnaty-Wieśniany) — село в Польщі, у гміні Вінниця Пултуського повіту Мазовецького воєводства.
Населення — 111 осіб (2011).
У 1975-1998 роках село належало до Цехановського воєводства.

## Демографія
Демографічна структура станом на 31 березня 2011 року:
|          | Загалом | Допрацездатний вік | Працездатний вік | Постпрацездатний вік |
| -------- | ------- | ------------------ | ---------------- | -------------------- |
| Чоловіки | 61      | 12                 | 39               | 10                   |
| Жінки    | 50      | 7                  | 27               | 16                   |
| Разом    | 111     | 19                 | 66               | 26                   |